# Řády, vyznamenání a medaile Zimbabwe

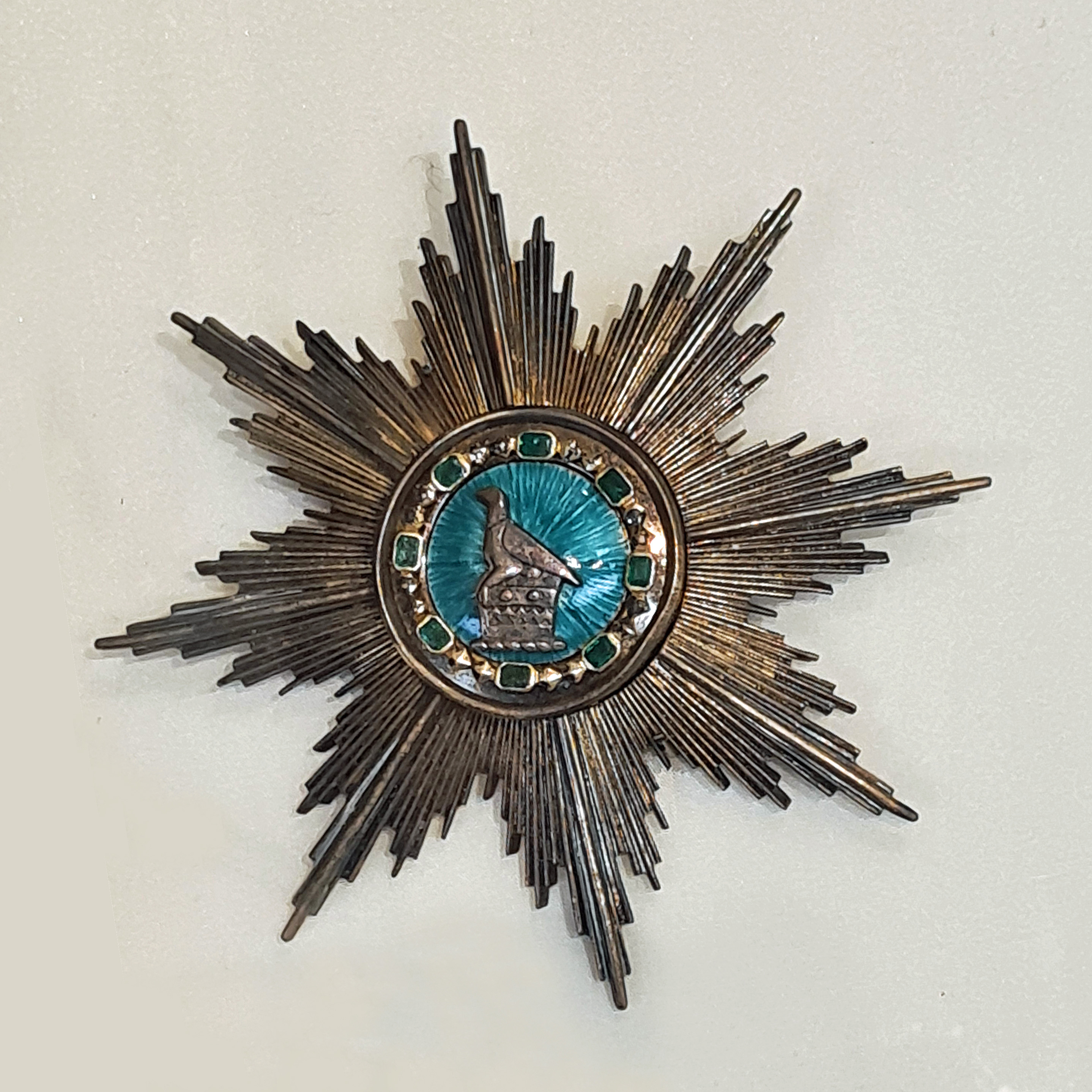
Řád za zásluhy Zimbabwe

Zimbabwský systém státních vyznamenání byl zaveden na konci roku 1980 a nahradil rhodéský systém státních vyznamenání, který byl v platnosti od roku 1970. Jako první byla založena Zimbabwská medaile za nezávislost, která byla udělena těm, kteří se nějakým způsobem podíleli na oslavách zisku nezávislosti nebo se o nezávislost země zasloužili. Zimbabwský systém státních vyznamenání zahrnuje řády, vyznamenání za statečnost, pamětní medaile a služební medaile.

## Národní řády
- Řád za zásluhy Zimbabwe (Zimbabwe Order of Merit) je udílen ve dvou divizích, a to v civilní a vojenské. Udílen je za vynikající výsledky a za službu zemi nebo lidstvu obecně. Řádový řetěz je vyhrazen prezidentu republiky.[1][2]
- Řád velkého Zimbabwe (Order of the Great Zimbabwe)
- Královský řád Mutapy (Royal Order of Munhumutapa) byl pojmenován po bývalém království Mutapa. Je to nejvyšší zimbabwský řád, který může být udělen cizinci.[3]
- Řád hvězdy Zimbabwe (Order of the Star of Zimbabwe) založil prezident Emmerson Mnangagwa. Udílen je za významný přínos podporující zájmy Zimbabwe.[4]

## Vyznamenání za statečnost
- Zlatý kříž Zimbabwe (Gold Cross of Zimbabwe) byl založen roku 1980 a udílen je za mimořádnou statečnost v nebezpečných podmínkách.[5]
- Stříbrný kříž Zimbabwe (Silver Cross of Zimbabwe) byl založen roku 1980 a udílen je za mimořádnou statečnost v nebezpečných podmínkách.[6] Kříž se udílí v pěti verzích (v civilní, armádní, policejní, letecké a ve verzi vězeňské služby).[7]
- Bronzový kříž Zimbabwe (Bronze Cross of Zimbabwe) – Tento řád byl založen roku 1980 a udílen je za mimořádnou statečnost v nebezpečných podmínkách.[8]
- Medaile za záslužnou službu (Medal for Meritorious Service) je udílena za zásluhy o stát či komunitu.[9]
- Pochvalná medaile (Commendation Medal) byla založena roku 1981. Udílena je za statečnost, chvályhodné činy nebo oddanost službě.[10]

## Pamětní vyznamenání
- Vyznamenání svobody (Liberation Decoration) bylo udíleno za významné zásluhy na zisku nezávislosti státu.[11]
- Medaile svobody (Liberation Medal) byla udílena za služby vedoucí k zisku nezávislosti.[12]
- Zimbabwská medaile za nezávislost (Zimbabwean Independence Medal) byla založena dne 17. dubna 1980. Udílena byla za zásluhy o nezávislost a za podílení se na oslavách nezávislosti.[13]
- Medaile za tažení v Mosambiku (Mozambique Campaign Medal) byla udílena za službu v Mosambiku v letech 1984–1985.[14]
- Medaile za tažení v Konžské demokratické republice (Democratic Republic of Congo Campaign Medal) byla založena roku 2006. Udělena byla vojákům, kteří se v letech 1998–2002 účastnili mise v Konžské demokratické republice.[15]

## Služební medaile
- Medaile za dlouholetou veřejnou službu (Public Service Long Service Medal) je udílena za dvacet let veřejné služby.[16]
- Medaile za dlouhou a příkladnou službu (Long and Exemplary Service Medal) je udílena za patnáct let příkladné služby.[17]
- Medaile za efektivnost (Efficiency Medal) je udílena za patnáct let příkladné službu v uniformovaných silách.[18]
- Prezidentova střelecká medaile (President's Medal for Shooting)[19]
- Služební medaile (Service Medal) je udílena za deset let služby.[20][21]